# Antros Christodoulou
Antros Christodoulou (in greco: Άντρος Χριστοδούλου; 7 agosto 1960) è un ex calciatore cipriota, di ruolo attaccante.

## Carriera
Ha giocato 5 partite per la nazionale cipriota dal 1982 e il 1986.